# 주독일 조선민주주의인민공화국 대사관
주독일 조선민주주의인민공화국 대사관(독일어: Botschaft der Demokratischen Volksrepublik Korea in Berlin, 문화어: 도이췰란드 주재 조선 대사관)은 독일 베를린에 있는 조선민주주의인민공화국의 재외 공관이다.

## 상세

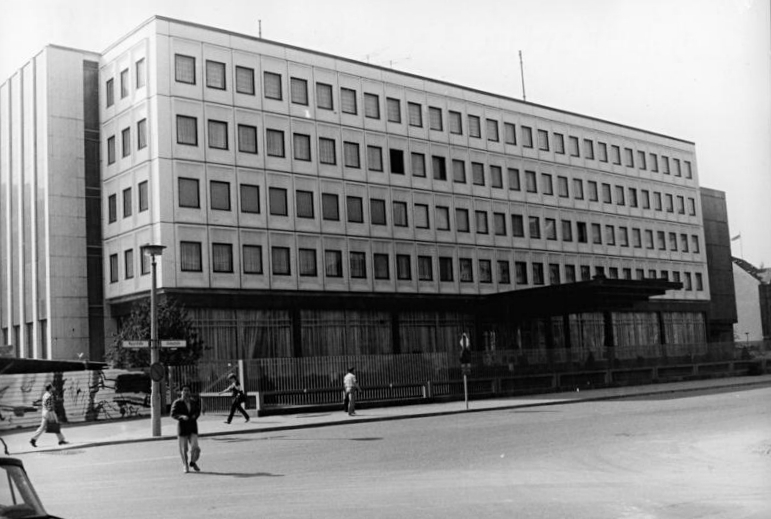
주동독 조선민주주의인민공화국 대사관 (1987년)

1954년에 개설되었다. 1990년, 독일이 재통일하고 2001년의 재수교하기 전까지 건물의 일부가 개인 사업용 공간으로 활용되었다. 또한 건물의 일부가 2007년부터 2020년까지 "시티 호스텔"로 사용되었다. 그러나 유엔과 독일의 조선민주주의인민공화국에 대한 제재로 더 이상 운영되고 있지 않다.

## 역대 대사

### 주동독 조선민주주의인민공화국 대사
- 박길전
- 박일영
- 권영태
- 로수욱
- 리장수
- 김국훈
- 박현보
- 박영찬

### 주독일 조선민주주의인민공화국 대사
- 박현보
- 장일홍
- 소세평
- 리시홍
- 박남영

## 같이 보기
- 독일의 재통일
- 조선민주주의인민공화국의 대외 관계
- 조선민주주의인민공화국의 재외공관 목록
- 주독일 대한민국 대사관